# Élection gouvernorale de 2024 au Montana
L' élection gouvernorale de 2024 au Montana a lieu le 5 novembre 2024 afin d'élire le gouverneur et le lieutenant-gouverneur de l'État américain du Montana.
Le gouverneur sortant républicain Greg Gianforte est largement réélu pour un deuxième mandat avec 59 % des voix.

## Contexte
Le gouverneur sortant républicain Greg Gianforte se représente pour un second mandat. Sa lieutenant-gouverneure Kristen Juras se représente également.

## Système électoral
Le gouverneur du Montana et le lieutenant-gouverneur du Montana sont élus pour un mandat de quatre ans au scrutin uninominal majoritaire à un tour.

## Primaire républicaine

### Candidats
- Greg Gianforte, gouverneur sortant
  - colistière : Kristen Juras, lieutenant-gouverneure sortante
- Tanner Smith, représentant du Montana
  - colistier : Randy Pinocci, membre de la commission du service public

### Résultats
| Candidat et colistier | Candidat et colistier        | Voix    | %     |  |
| --------------------- | ---------------------------- | ------- | ----- |  |
|                       | Greg Gianforte Kristen Juras | 144 752 | 75,20 |  |
|                       | Tanner Smith Randy Pinocci   | 47 747  | 24,80 |  |
|                       |                              |         |       |  |
| Total                 | Total                        | 192 499 | 100   |  |

## Primaire démocrate

### Candidats
- Ryan Busse, auteur
  - colistier : Raph Graybill, conseiller juridique
- Jim Hunt, avocat
  - colistier : Jerry Driscoll, ancien syndicaliste

### Résultats
| Candidat et colistier | Candidat et colistier    | Voix   | %     |  |
| --------------------- | ------------------------ | ------ | ----- |  |
|                       | Ryan Busse Raph Graybill | 69 184 | 70,90 |  |
|                       | Jim Hunt Jerry Driscoll  | 28 354 | 29,10 |  |
|                       |                          |        |       |  |
| Total                 | Total                    | 97 538 | 100   |  |

## Autres partis et candidats
- Kaiser Leib (Parti libertarien)
  - colistier : Matt Campbell

## Sondages
| Institut                  | Date       | Échantillon | Gianforte (R) | Busse (D) | Leib (L) | Autres/Indécis |
| ------------------------- | ---------- | ----------- | ------------- | --------- | -------- | -------------- |
| Institut                  | Date       | Échantillon |               |           |          | Autres/Indécis |
| Public Opinion Strategies | 13/06/2024 | 500         | 54 %          | 33 %      | 5 %      | 8 %            |
| SurveyUSA                 | 15/02/2024 | 549         | 52 %          | 30 %      | —        | 18 %           |

## Résultats
| Candidat et colistier    | Candidat et colistier        | Parti       | Voix    | %     |
| ------------------------ | ---------------------------- | ----------- | ------- | ----- |
|                          | Greg Gianforte Kristen Juras | Républicain | 346 562 | 59,00 |
|                          | Ryan Busse Ralph Graybill    | Démocrate   | 226 075 | 38,50 |
|                          | Kaiser Leib Matt Campbell    | Libertarien | 14 480  | 2,50  |
|                          |                              |             |         |       |
| Votes valides            |                              |             |         |       |
| Votes blancs et nuls     |                              |             |         |       |
| Total                    | Total                        | Total       |         | 100   |
| Abstention               |                              |             |         |       |
| Inscrits / participation |                              |             |         |       |